# Buenas noches, señores
Buenas noches, señores va ser una sèrie de televisió de 13 episodis, protagonitzada per Julia Gutiérrez Caba, dirigida per Gustavo Pérez Puig, amb guions de Víctor Ruiz Iriarte i emesa per Televisió espanyola el 1972

## Argument
La sèrie presenta, en episodis sense relació argumental, escenes domèstiques i costumistes de la vida espanyola de l'època. L'únic fil conductor és la protagonista.

## Llista d'episodis (parcial)
- La mano derecha – 17 de maig de 1972
  - Ismael Merlo
  - Valentín Tornos
- Evasión – 7 de juny de 1972
  - Manuel Collado
- Nuestro hogar - 14 de juny de 1972
  - Manuel Dicenta
  - Francisco Piquer
  - Luis Varela
- Intermedio sentimental - 23 de juny de 1972
  - Fernando Guillén
  - José Sacristán
  - Tina Sáinz
- Nocturno - 28 de juny de 1972
  - José Bódalo
  - Enriqueta Carballeira
- Profesora d'inglés - 5 de juliol de 1972
  - Rafael Arcos
  - Mercedes Prendes
- Esta vida difícil - 2 de juliol de 1972
  - Fernando Delgado
  - Encarna Paso
  - Pastor Serrador
- Diálogos de medianoche - 26 de juliol de 1972
  - Manuel Alexandre
  - Pablo Sanz
- El aniversario  - 2 d'agost de 1972
  - Tota Alba
  - Rogelio Madrid
  - Luis Prendes
- La hora del ángel - 9 d'agost de 1972
  - Alberto de Mendoza
  - Jesús Puente
- Mundo femenino – 16 d'agost

## Premis
- TP d'Or 1972: Millor Actriu Nacional: Julia Gutiérrez Caba.
- Antena de Oro (1972). Julia Gutiérrez Caba.